# مجموعة هيلهاوس كابيتال
شركة هيلهاوس كابيتال أو مجموعة هيلهاوس كابيتال أو باختصار هيلهاوس كابيتال (بالصينية: 高瓴资本) هي شركة أسهم خاصة تركز أعمالها في قارة آسيا وبشكل خاص في شرق آسيا وجنوب شرق آسيا. أسسها تشانغ لي في عام 2005 برأس مال أولي قدره 20 مليون دولار أمريكي بدعم من مؤسسة ييل للمنح التابع لجامعة ييل الامريكية. مجموعة هيلهاوس كابيتال لديها مكاتب في بكين وهونج كونج وسنغافورة.
تدير مجموعة هيلهاوس كابيتال أكثر من 50 مليار دولار أمريكي اعتبارًا من أكتوبر 2018، وهي معروفة بتجنب الدعاية. تدير مجموعة هيلهاوس كابيتال رأس المال لعملائها والتي تكون عادة مؤسسات مثل الأوقاف الجامعية والمؤسسات وصناديق الثروة السيادية وصناديق التقاعد والمكاتب العائلية. هيلهاوس هي مستثمر أساسي طويل الأجل قائم على الأبحاث، ويستثمر في جميع مراحل الأسهم في القطاعات بما في ذلك قطاعات الاستهلاك والرعاية الصحية والمالية والخدمات. 

## التاريخ
أسس تشانغ لي مجموعة هيلهاوس كابيتال في يونيو 2005. تم تسمية الشركة على اسم شارع في نيو هافن، على بعد مبنى واحد من حيث كان يقع مكتب الاستثمار في جامعة ييل سابقًا. استخدم تشانغ مبلغًا أوليًا قدره 20 مليون دولار، حصل عليه من جامعة ييل من خلال ديفيد سوينسن، كبير مسؤولي الاستثمار في جامعة ييل، لبدء هيلهاوس كابيتال. وسرعان ما تبع ذلك مبلغ إضافي قدره 10 ملايين دولار.
وفقًا لصحيفة فاينانشيال تايمز، بنى تشانغ شركة هيلهاوس كابيتال من خلال كونها واحدة من أولى الشركات الاستثمارية التي دعمت قطاع الإنترنت المزدهر في الصين، بما في ذلك الاستثمار في شركة تينسنت، التي تعد واحدة من أكثر شركات الإنترنت قيمة في العالم اليوم. كانت هيلهاوس كابيتال أيضًا واحدة من أوائل الشركات التي استثمرت في جيه دي.كوم، عملاق التجارة الإلكترونية.
في عام 2017، شاركت الشركة في عمليات شراء الأسهم الخاصة في منطقة آسيا والمحيط الهادئ أكثر من أي شركة أخرى، بقيمة إجمالية تبلغ 26 مليار دولار من المعاملات.
في سبتمبر 2018، أغلق صندوق هيلهاوس الخامس للاسهم الخاصة عند 10.6 مليار دولار، محطما بذلك الرقم القياسي السابق الذي حدده صندوق الأسهم الخاصة البالغ 9.3 مليار دولار والذي جمعته شركة كي كي ار في عام 2017،  وهو أكبر رأس مال جمعته شركة أسهم خاصة في آسيا.
أطلقت غاوتنغ العالمية لادارة الاصول (وهي شراكة بين تينسنت وهيلهاوس كابيتال) في نوفمبر 2018 صندوق غاوتنغ الاسيوي، للتركيز على الاستثمار في السندات الحكومية والشركات.

## الأداء
حققت هيلهاوس كابيتال عائدات استثمارية تصل إلى 52٪ سنويًا منذ إنشائها حتى عام 2012، حتى على الرغم من الانخفاض بنسبة 37٪ في عام 2008، مما جعل هيلهاوس كابيتال من بين أكثر الصناديق ربحية من حجمها في العالم، والصندوق الرائد في آسيا. في عام 2014، أفادت التقارير أن العائدات قد انخفضت إلى أكثر من 40٪. نظرًا لعدم شهرتها على الرغم من مستوى أداءها العالي، فقد تم تشبيه مؤسسها لي تشانغ وشركته هيلهاوس كابيتال بـ ستيفين ماندل وشركته لون باين كابيتال.

## استثمارات بارزة
شركة تينسنت : استثمر جزء من مبلغ 20 مليون دولار الأصلي المقدم من قبل صندوق ييل في شركة تينسنت في عام 2005. كان أول استثمار لشركة هيلهاوس والأكثرها ربحا.
جيه دي.كوم : كانت هيلهاوس أيضًا من أوائل المستثمرين في جيه دي.كوم. في وقت إدراج جيه دي.كوم في بورصة نازداك في مايو 2014، بلغت قيمة الشركة 26 مليار دولار. كان استثمار هيلهاوس الأصلي البالغ 255 مليون دولار، في وقت الاكتتاب العام، بقيمة 3.9 مليار دولار.
بلو مون : استثمرت هيلهاوس في بلو مون، صانع المنظفات السائلة، في عام 2010 بصفتها المستثمر المؤسسي الخارجي الوحيد. في عام 2013، احتلت بلو مون المرتبة الأولى في مؤشر قوة العلامة التجارية الصينية الذي نشرته وزارة الصناعة وتكنولوجيا المعلومات.
بيل الدولية المحدودة : اشترت هيلهاوس كابيتال شركة بيل الدولية المحدودة في يوليو 2017، وهي أكبر شركة أحذية نسائية صينية، بقيمة 6.8 مليار دولار.
غلوبال لوجستيك بروبرتيز : اشترت هيلهاوس كابيتال بالتعاون مع شركة هوبو للاستثمار، شركة إدارة المستودعات غلوبال لوجستيك بروبرتيز التي تتخذ من سنغافورة مقراً لها في عام 2017 مقابل 12 مليار دولار. في ذلك الوقت كان ذلك أكبر صفقة شراء لشركة آسيوية.
ليتل فريدي : بدأت هيلهاوس كابيتال الاستثمار في قطاع الأغذية في عام 2018، بما في ذلك شركة تصنيع أغذية الأطفال والوجبات الخفيفة العضوية ليتل فريدي: علامة تجارية لأغذية الحيوانات الأليفة.
مينيسو: وقعت هيلهاوس كابيتال وتينسنت في أكتوبر 2018 اتفاقية استثمار استراتيجي في إنشاء شركة مينيسو، وهي شركة بيع بالتجزئة على الطراز الياباني، بقيمة مليار يوان صيني (145.6 مليون دولار).

## تعاون مشترك
أنشأت هيلهاوس كابيتال مشروع تعاون مع شركة مايو كلينك، التي توفر الرعاية الصحية في الولايات المتحدة الأمريكية. حيث ستعمل هيلهاوس كابيتال لتوسيع نفوذها في الصين بالتعاون مع شركة مايو كلينك. احتفلت هيلهاوس كابيتال ومايو كلينك بتأسيس هذا المشروع المشترك في يناير 2015 بمؤتمر للرعاية الصحية في بكين، حيث شارك الرؤساء التنفيذيون لقطاع الرعاية الصحية وصناع القرار والأكاديميون في مناقشة حول مستقبل الرعاية الصحية في الصين.
في نوفمبر 2017، افتتح مقهى بيتس كوفي في الصين، وهو مشروع شراكة بين هيلهاوس كابيتال وشركة بيتس كوفي الامريكية ومقرها سان فرانسيسكو. حيث افتتح المقهى في مدينة شنغهاي الصينية.

## فلسفة الاستثمار
ناقشت هيني سندر (رئيسة قسم الاقتصاد الدولي في مجلة فاينانشال تايمز) فلسفة تشانغ الاستثمارية في مقال نُشر في مجلة فاينانشال تايمز. وفقًا لـ هيني سندر، «يرى تشانغ نفسه على أنه نتاج كل من الشرق والغرب». تجري هيلهاوس كابيتال أبحاثًا عميقة وأساسية حول الصناعات ونماذج الأعمال، وتطبق فلسفة استثمار القيمة في السياقات المحلية أثناء الاستثمار في مناطق جغرافية مختلفة.
وفقًا لهيني سندر، غالبًا ما يجمع تشانغ لي قادة الشركات الخاصة لإجراء مناقشات غير رسمية. وهو يعتقد أنه من المفيد للمديرين التنفيذيين التعلم من بعضهم البعض. عندما التقى قادة شركة جيه دي.كوم مع قادة من شركة هايبر ماركت، قال تشانغ، «يتعلم المتعاملون الإلكترونيون كيف تفكر الشركات غير المتصلة بالإنترنت، ويتعلم تجار التجزئة كيف تفكر شركات التجارة الإلكترونية.»
عندما يتعلق الأمر باستثمارات الاستحواذ في الصناعات التقليدية - شركة بيل الدولية على سبيل المثال - جادل تشانغ بأن الابتكار التكنولوجي يمكن تسخيره لخلق فرص العمل، قائلاً إن التكنولوجيا يمكن أن تكون بمثابة «محفز» بدلاً من «معطّل».
يعتقد تشانغ أيضًا أن نموذج الأعمال الصيني أكثر ملاءمة للأسواق الناشئة، وبالتالي فهو يقدم هذا النموذج للدول النامية في آسيا. مثلا في إندونيسيا، أطلقت هيلهاوس كابيتال مشروعًا مشتركًا بين منصة الرسائل المحمولة وي تشات ومجموعة الاتصالات والوسائط الإندونيسية العملاقة غلوبال ماديكوم. وعلق تشانغ قائلاً: «أصبحت إندونيسيا الآن مثل الصين قبل بضع سنوات».
توضح سندر أيضًا أن فلسفة الاستثمار الخاصة بتشانغ لي يمكن مقارنتها بفلسفة وارن بافت، وهي الشراء والاحتفاظ. «في عالم من المضاربين، تبرز فلسفة تشانغ.»
أشار موقع انسايدر مونكي (المتخصص بمقالات عالم الاموال) إلى أن بعض قرارات الاستثمار في هيلهاوس كابيتال يمكن تصنيفها على أنها من نوع استثمار معاكس، على الرغم من أنها تحافظ أيضًا على عدد كبير من الاستثمارات الرئيسية.

## مستثمرون بارزون
وفقًا لصحيفة وول ستريت جورنال، تعهدت جامعة ستانفورد باستثمار حوالي 200 مليون دولار مع هيلهاوس كابيتال في أغسطس 2015. ومن خلال إدارة استثمارات جامعة ستانفورد، فان الشركة تدير «أموال ستة على الأقل من أغنى 10 جامعات في الولايات المتحدة».
من الجامعات الأمريكية الأخرى التي تستثمر اموالها في هيلهاوس كابيتال هي جامعة برينستون ومعهد ماساتشوستس للتكنولوجيا وجامعة بنسلفانيا وجامعة تكساس وجامعة ييل.
استثمر مجلس استثمار المعاشات الكندية في هيلهاوس كابيتال مبلغ 200 مليون دولار أمريكي للصندوق الثاني في عام 2014، و300 مليون دولار أمريكي للصندوق الثالث في عام 2016، و 300 مليون دولار أمريكي للصندوق الرابع في عام 2018.

## روابط خارجية
- موقع شركة هيل هاوس كابيتال
- «محاضرة لي شانغ» في كلية كولومبيا للأعمال؛ ملاحظات بقلم Zong Z. Peng عبر market folly.com، 29 يوليو 2015.